# Hans Christian Jacobæus
Hans Christian Jacobæus, född 29 maj 1879 i Skarhult, Malmöhus län, död 29 oktober 1937, var en svensk läkare i invärtes medicin.
Jacobæus blev medicine kandidat vid Lunds universitet 1901, medicine licentiat i Stockholm 1905, medicine doktor där 1907 och 1907-1909 var han underläkare vid Serafimerlasarettets medicinska avdelning. 1908 blev han docent i medicin vid Karolinska Institutet, klinisk laborator där 1911, överläkare vid medicinska avdelningen på Maria sjukhus 1914, professor i medicin vid Karolinska institutet 1916 och samma år överläkare vid medicinska kliniken II på Serafimerlasarettet. Han invaldes 1933 i Vetenskapsakademien och var medlem av Nobelkommittén 1925-1937, vars ordförande han blev. Han var också ordförande i Svenska läkaresällskapet och Svenska tuberkulosläkarföreningen. Han uppfann en metod att inspektera brösthålan inifrån genom att genom bröstväggen införa ett eller flera instrument, först publicerad 1910. Metoden som snabbt spreds internationellt, användes främst inför s.k. kollapsbehandling av lungtuberkulos. Den kallas nu torakoskopi.
Hans Christian Jacobæus var son till direktören och godsägaren Anton Christian Jacobæus. Han gifte sig 1910 med sjuksköterskan Anna Carlquist, dtr till köpmannen Nils Carlquist och Boel Jönsson. De blev föräldrar till ingenjören Christian Jacobæus, läkaren Ulf Iacobæus och filmfotografen Holger Iacobæus. Hans Christian Jacobæus var farbror till Lennart Iacobæus.